# 不思議の国のアリス (1972年の映画)
『不思議の国のアリス』（ふしぎのくにのアリス、Alice's Adventures in Wonderland）は、1972年のイギリスのミュージカル映画。ルイス・キャロルの同名小説が原作である。本作のメイクアップを担当したスチュアート・フリーボーンは、小説の初版本でジョン・テニエルが描いた挿絵をベースにメイクを施した。日本では劇場未公開で、1988年にアポロン音楽工業よりVHSが発売された。後にDVD化された際に『アリス 不思議の国の大冒険』と改題された。

## ストーリー
アリスたち三姉妹は、チャールズ・ドジスンとダックワースに連れられボート遊びに来ていた。そこではアリスだけ何もする気が起きず、眠気をもよおした彼女は夢の世界へと落ちていく。
不思議な世界に来たアリスは、時間に追われている白ウサギを見つけ、自分が植物よりも小さいことに気がつく。ウサギの巣穴を見つけアリスが入ると、下に深く掘られた穴に落ち、アリスはゆっくりと降下していった。最深部についた彼女は白ウサギを追い、長くドアがたくさんある通路に迷い込む。そこでアリスは、1つだけカーテンで隠されていた小さなドアを見つけ、ドアを開けるときれいな庭と城へ続く道があったが、彼女の身体にはドアは小さすぎ通れなかった。鍵を閉めて後ろを見ると、さっきまではなかったテーブルの上に、ビンに入った薬品が乗っていた。その薬を飲むと、アリスの身体はみるみるうちに小さくなり、ドアを通れるサイズになる。だが、ドアの鍵をそのテーブルに置いてきたため、ドアを開けられない。すると今度は、テーブルの下に小さなお菓子が落ちていて、それを食べると、アリスの身体はさっきとは逆にどんどん大きくなる。鍵を取ることはできるが、来たときよりも大きくなったため、到底ドアは通れそうにない。そこに通りかかった白ウサギに話しかけると、そそくさと逃げていってしまう。
アリスはどうしようもなく悲しみにくれていると、いつの間にか身体が小さくなっていた。またしても鍵を持っていなかったため、ドアを通るのはあきらめ、自分の涙でできた池を泳ぎ続けていると、一匹のネズミと出会い、彼についていくとネズミたちが集まる広場にたどり着く。そこにドードー鳥が仲間を引き連れてきた。アリスが、ネズミの猫が嫌いな理由を聞いていると、尻尾のことをからかわれたと感じたネズミは機嫌を損ね、みんなどこかへ行ってしまう。すると白ウサギが現れ、アリスのことをメイドと勘違いして、彼女は使いを頼まれる。白ウサギの家に向かったアリスは、家の中に入り、頼まれていたものを見つけると、そこにもビンに入った薬品が置いてあった。小さい身体に飽きていた彼女は、その薬を飲むと家いっぱいに身体が大きくなり、外に出れなくなる。そのとき白ウサギが迎えに来て、家に入ろうとした彼をアリスは妨害する。ウサギたちが反撃を開始しようとしたとき、アリスの前に小さなお菓子が多数出現し、それを食べて再び小さくなる。
家を脱出したアリスは、その後もおかしな住人たちと出会いながら、不思議な世界をめぐっていく。

## キャスト
| 役名                 | 俳優                   | 日本語吹替 |
| -------------------- | ---------------------- | ---------- |
| アリス               | フィオナ・フラートン   | 戸田恵子   |
| 白ウサギ             | マイケル・クロフォード | 江原正士   |
| ネズミ               | デイヴィ・ケイ         | 阪脩       |
| ドードー鳥           | ウィリアム・エリス     | 滝口順平   |
| いも虫               | ラルフ・リチャードソン | 石井敏郎   |
| ディー&ダム          | ザ・コックス・ツインズ | 上田敏也   |
| 公爵夫人             | ピーター・ブル         | 安西正弘   |
| 料理女               | パッツィ・ローランズ   | 滝沢久美子 |
| チェシャ猫           | ロイ・キニア           | 広瀬正志   |
| いかれ帽子屋         | ロバート・ヘルプマン   | 八代駿     |
| 3月ウサギ            | ピーター・セラーズ     | 朝戸鉄也   |
| 眠りネズミ           | ダドリー・ムーア       | 三ツ矢雄二 |
| スペードの2          | デニス・ウォーターマン | 上田敏也   |
| ハートの女王         | フローラ・ロブソン     | 小宮和枝   |
| ニセ海ガメ           | マイケル・ホーダーン   | 滝口順平   |
| グリフォン           | スパイク・ミリガン     | 島田敏     |
| イーディス           | ピッパ・ヴィッカーズ   | 吉田美保   |
| チャールズ・ドジスン | マイケル・ジェイストン | 中尾隆聖   |

- 日本語吹替：VHS版（DVD未収録）

## スタッフ
- 監督・脚本：ウィリアム・スターリング
- 原作：ルイス・キャロル 『不思議の国のアリス』
- 製作：デレク・ホーン
- 製作総指揮：ジョセフ・シャフテル
- 撮影監督：ジェフリー・アンスワース,B.S.C.
- プロダクションデザイナー：マイケル・ストリンガー
- 編集：ピーター・ウェザリー,G.B.F.E.
- 衣裳デザイン：アンソニー・メンドルソン
- キャラクターメイクアップ：スチュアート・フリーボーン
- 音楽：ジョン・バリー
- 作詞：ドン・ブラック（英語版）
- 吹替翻訳：貴家理沙
- 吹替演出：田島荘三
- 吹替効果：PAG
- 吹替音楽：宮本一
- 吹替製作：コスモプロモーション

## 受賞
- 英国アカデミー賞
  - 撮影賞 - ジェフリー・アンスワース
  - 衣装デザイン賞 - アンソニー・メンドルソン